# Neoleonardia aliformis
Neoleonardia aliformis är en insektsart som beskrevs av Brimblecombe 1953. Neoleonardia aliformis ingår i släktet Neoleonardia och familjen pansarsköldlöss. Inga underarter finns listade i Catalogue of Life.